# Tsintaosaurus
Tsintaosaurus (nghĩa là thằn lằn Thanh Đảo) là một chi khủng long mỏ vịt từ Trung Quốc. Những con khủng long trong chi này dài đến 10 m và cân nặng đến 3 tấn.

## Hình ảnh

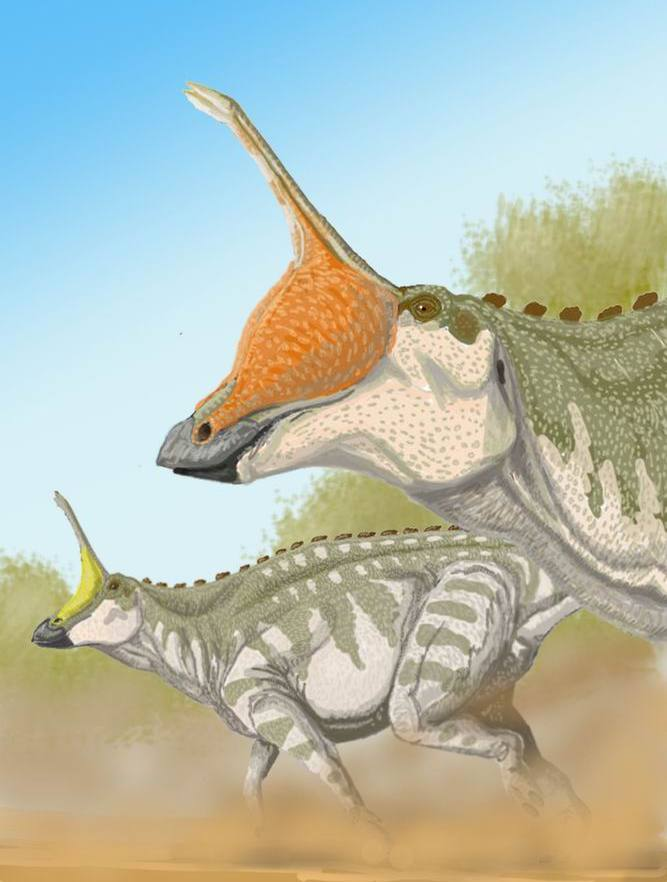
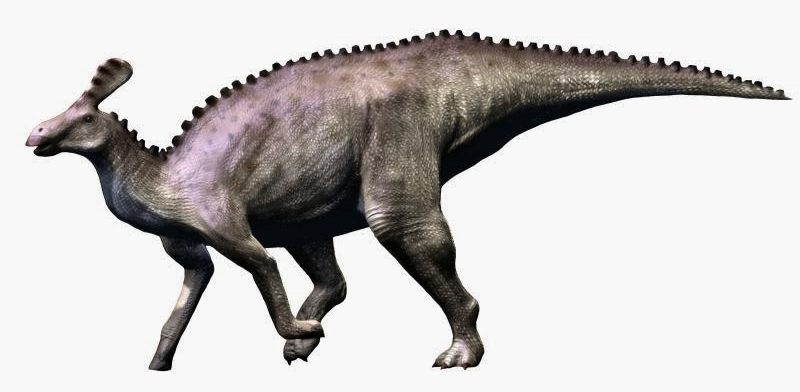
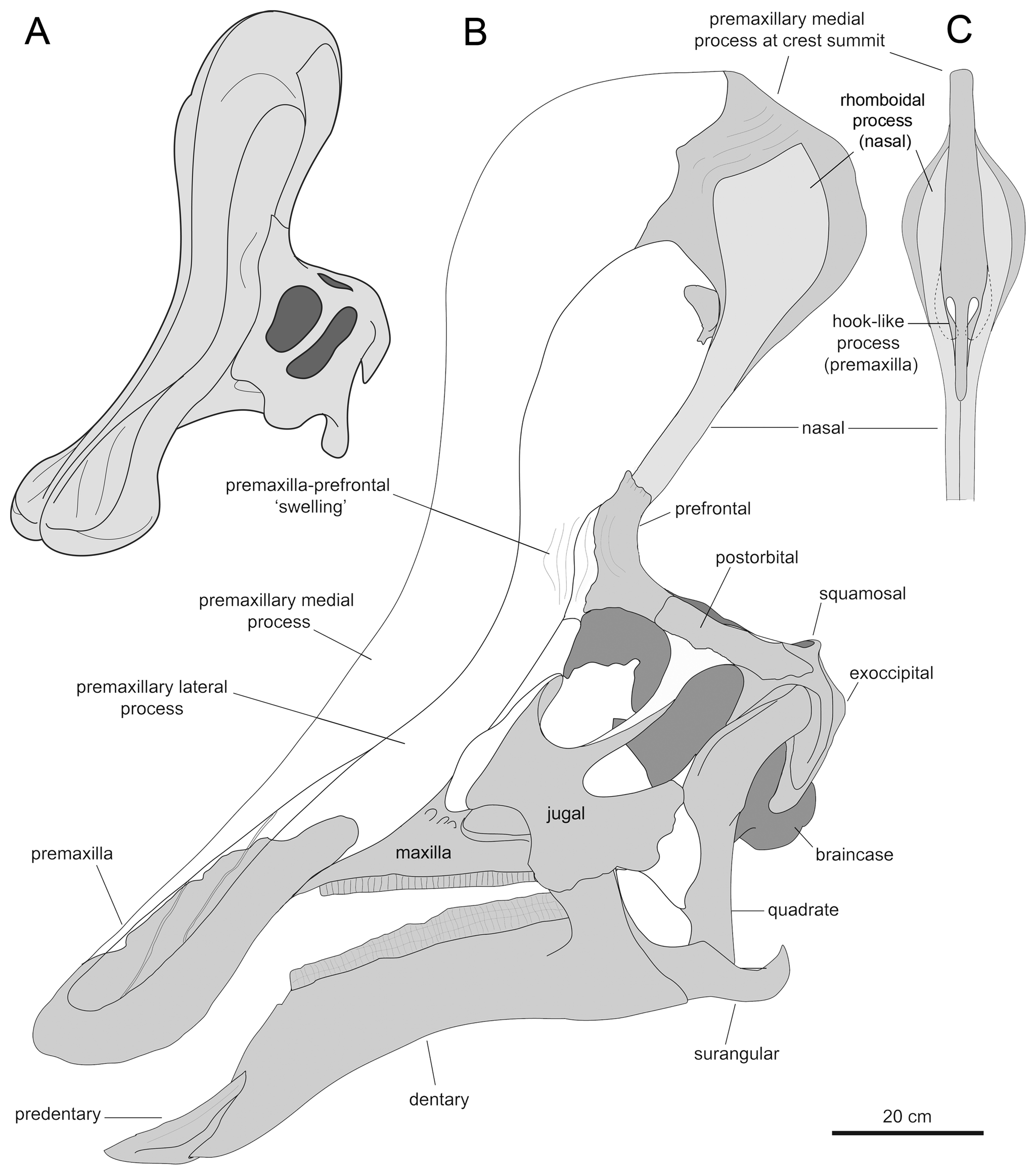
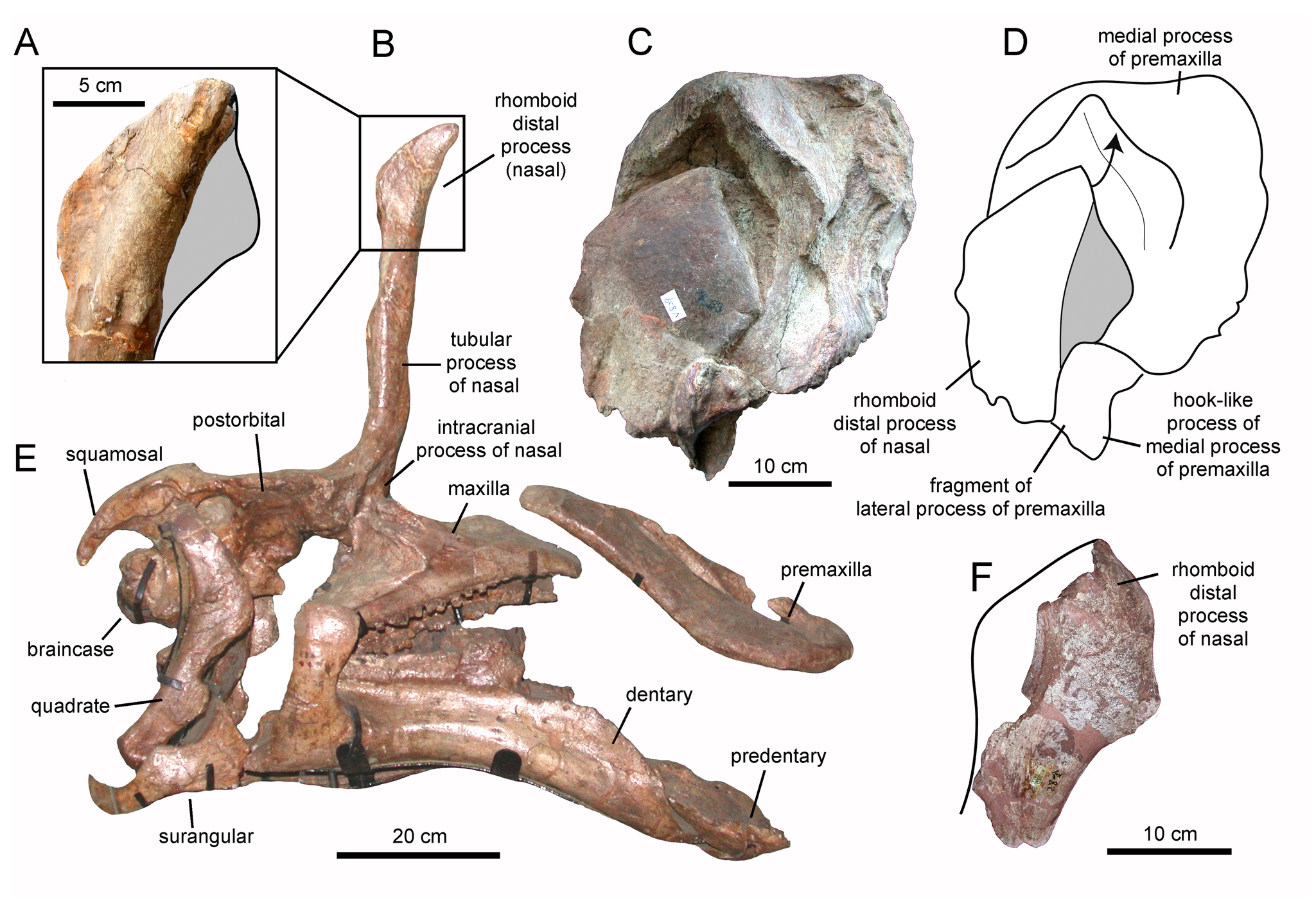
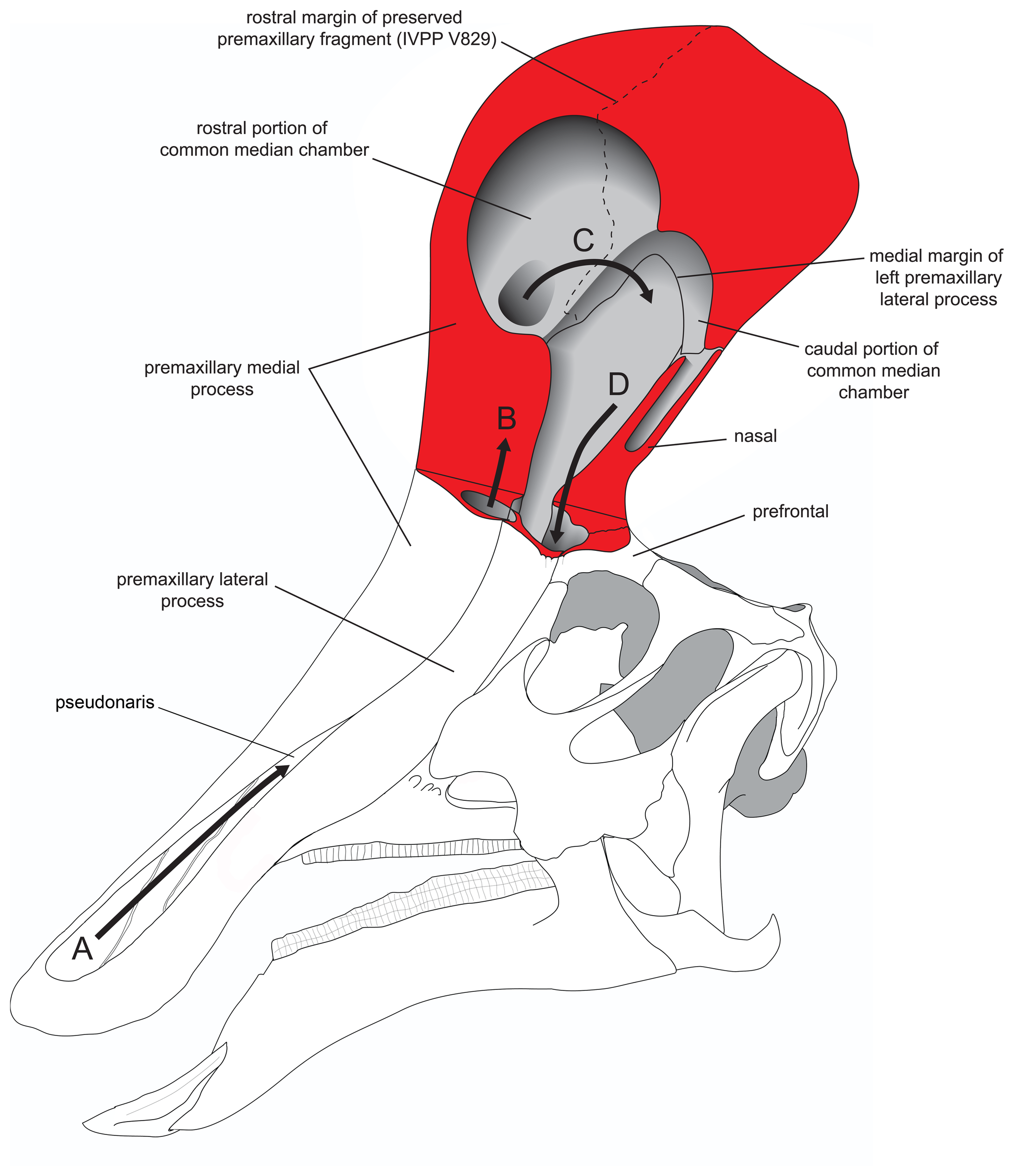
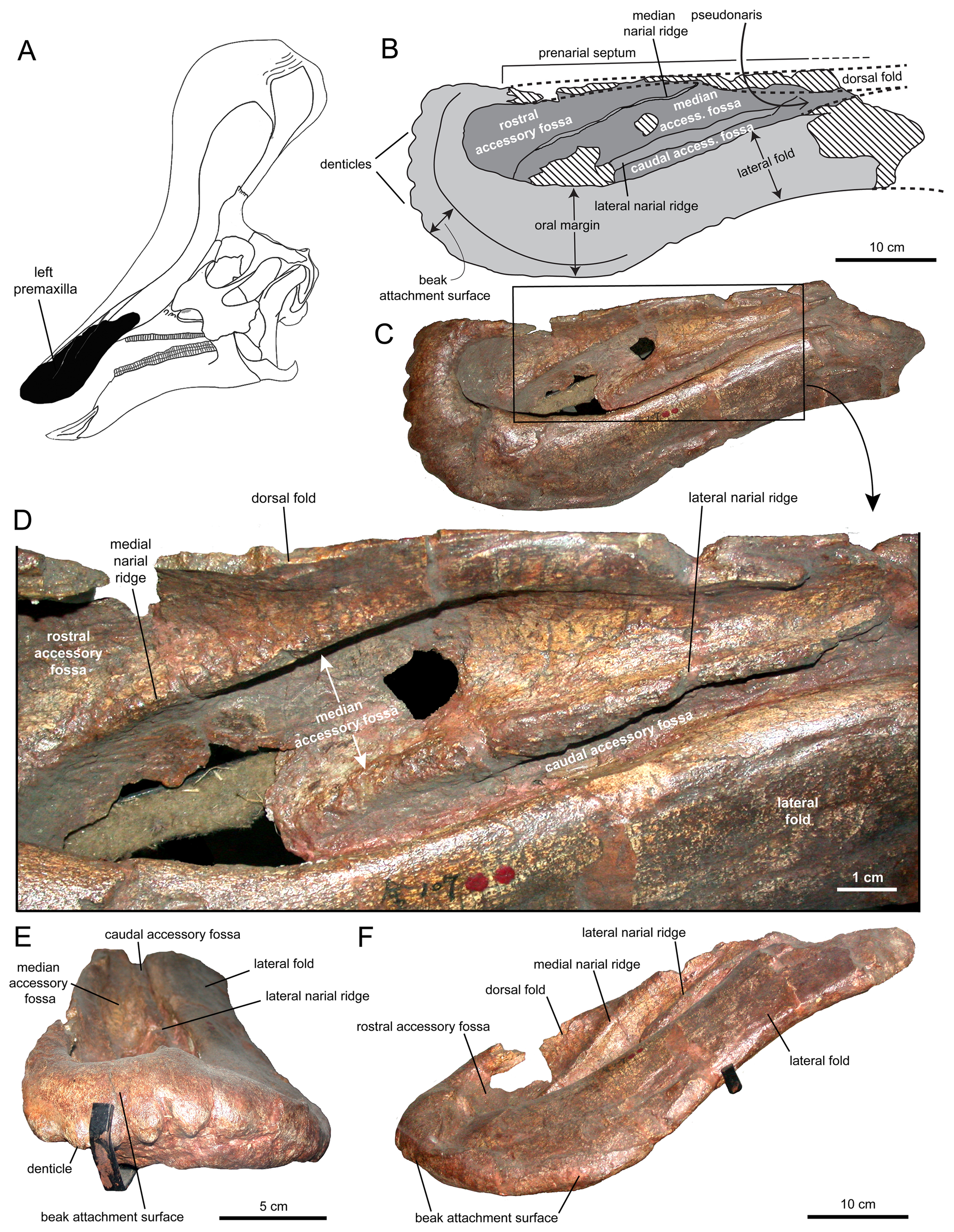